# Centre Mèdic Hadassah
El Centre Mèdic Hadassah (en hebreu: מרכז רפואי הדסה) és una organització mèdica establerta en 1934 que opera dos hospitals universitaris a Ein Kàrem i en la Muntanya Scopus a Jerusalem, així com escoles de medicina, odontologia, infermeria, i farmacologia.
El Centre Mèdic Hadassah està afiliat amb la Universitat Hebrea de Jerusalem. La seva missió és oferir una mà, sense importar la raça, la religió o l'origen ètnic del pacient. L'hospital va ser fundat per Hadassah, una organització sionista de dones d'Amèrica del Nord, que contínua finançant gran part del seu pressupost actualment. El centre mèdic és el sisè complex hospitalari d'Israel. Entre els seus dos campus, el Centre Mèdic Hadassah té un total de 1.000 llits, 31 sales d'operacions, 9 unitats de cures intensives (UCI) i 5 escoles de professions mèdiques.